# Pyrenula laetior
Pyrenula laetior är en lavart som beskrevs av Müll. Arg. Pyrenula laetior ingår i släktet Pyrenula och familjen Pyrenulaceae.   Inga underarter finns listade i Catalogue of Life.